# Igor Samobor
Igor Samobor, slovenski igralec, * 18. september 1957, Ptuj.
Samobor je diplomiral na ljubljanskem AGRFT-ju, več desetletij je bil stalni član ansambla ljubljanske Drame.

## Delo
Slovensko in evropsko občinstvo ga pozna kot Peera Gynta, Razkolnikova, Macbetha, don Juana, princa Hamburškega, Ivana v Bratih Karamazovih, Jimmija Potterja v Ozri se v gnevu, Jima v Jezu, Vossa v Ritter, Dene, Voss, Georga v Kdo se boji Virginije Woolf ... 
Za svoje vloge je prejel vrsto najvišjih priznanj, na nacionalnem gledališkem festivalu 2004 za vlogo barona Charlusa v Proust-Pinterjevem Iskanju izgubljenega časa v režiji Dušana Jovanovića. Na odru Slovenskega lutkovnega gledališča igra v Hamletu (r. V. Taufer). Filmsko kariero je začel graditi v filmih vodilnih slovenskih režiserjev Boštjana Hladnika (Ubij me nežno), Vojka Duletiča (Deseti brat), Franceta Štiglica (Veselo gostivanje) in Matjaža Klopčiča (Črna orhideja, Ljubljana je Ljubljena). V največji slovenski filmski uspešnici zadnjih let, filmu Kajmak in marmelada Branka Đurića, je upodobil nepozabnega soseda z balkona. 
Od leta 2006 ga zastopa agencija Proartes. Oktobra 2012 je prejel Borštnikov prstan za življenjsko delo.
Leta 2021 je odstopil z mesta ravnatelja ljubljanske Drame, jeseni leta 2024 pa je zaradi razhajanj glede programa in nadomestne lokacije SNG Drama Ljubljana, ki se je takrat zaradi prenove začasno preselila na Litostrojsko ulico, gledališče zapustil in se odločil za svobodni poklic.

## Zasebno življenje
Poročen je z režiserko Barbaro Hieng Samobor. Imata sina Filipa, ki je igralec, in hčer Ano. Iz prejšnjega razmerja ima sina Jara.

## Filmografija
- 2013 Razredni sovražnik (R. Biček)
- 2011 Na terapiji (tv)
- 2005 Ljubljana je ljubljena (r. M. Klopčič)
- 2002 Kajmak in marmelada (r. B. Djurić)
- 1995 Rabljeva freska (r. A. Tomašič)
- 1990 Črna orhideja (r. M. Klopčič, tv)
- 1988 Odpadnik (r. B. Šprajc)
- 1987 Dopust (r. S. Hren, tv)
- 1986 Kormoran (r. A. Tomašič)
- 1984 Veselo gostivanje (r. F. Štiglic)
- 1982 Deseti brat (r. V. Duletič)
- 1979 Ubij me nežno (r. B. Hladnik)

## Najodmevnejše dramske vloge
- F. M. Dostojevski: Idiot, 13 skic iz romana Idiot – Gavrila Ardalionovič Ivolgin
- C. McPherson: Jez – Jim
- 2004 M. Proust: Iskanje izgubljenega časa – Palamède (r. Dušan Jovanovič, Drama SNG Ljubljana)
- J. Racine: Fedra – Teramen
- F. M. Dostojevski: Bratje Karamazovi – Ivan Fjodorovič Karamazov
- B. Tadel: Anywhere Out of This World – Dr. Sergej Vasiljevič Talenjkov Črimekundan ali Brezmadežni, tibetanski misterij
- V. Bartol: Alamut – Hasan ibn Saba, Seiduna
- L. N. Tolstoj: Ana Karenina – Aleksej Aleksandrovič Karenin